# Wishmaster
Wishmaster este al treilea album al formației Nightwish.